# Brandon, Saône-et-Loire
Brandon är en kommun i departementet Saône-et-Loire i regionen Bourgogne-Franche-Comté i östra Frankrike. Kommunen ligger i kantonen Matour som tillhör arrondissementet Mâcon. År 2018 hade Brandon 316 invånare.

## Befolkningsutveckling
Antalet invånare i kommunen Brandon
| Referens: INSEE |